# 安永亜衣
安永 亜衣（やすなが あい、1969年7月8日 - ）は、日本の元女優・歌手。本名、末安 珠恵（すえやす たまえ）。
東京都出身。二階堂高等学校卒業。オールインオール 、アクトエンタープライズ、 テアトル・ド・ポッシュに所属していた。

## 来歴・人物
小学校1年から10年間、児童劇団に所属。
1987年10月から放送されたフジテレビ系の大映ドラマ『プロゴルファー祈子』に主演し注目を集める。この時、主演女優はオーディションによって選ばれ、最後まで争ったのが、安永亜衣と土家里織だった。翌1988年2月2日に「if」で歌手デビューする。その際のキャッチコピーは「亜衣には愛の色そえて.....。」。
当時は理想のタイプとして、身長180cm以上、価値観が一緒、尊敬できる人という3原則を挙げていた。本作終了後は、『スクール・ウォーズ2』の清水麗子役、『外科医有森冴子II』の看護婦役などテレビドラマを中心に出演した。

## 出演作品

### テレビドラマ
- ケンちゃんチャコちゃん（1980年 - 1981年、TBS・国際放映） - カオル、末安 珠恵名義
- 同心暁蘭之介 第3話「再会」（1981年10月22日、CX・杉友プロダクション） - 末安 珠恵名義
- 月曜ドラマランド「ボクの初体験」（1986年7月14日、CX） - 末安 珠恵名義
- 木曜ゴールデンドラマ「危険な関係」（1987年、YTV）
- プロゴルファー祈子（1987年 - 1988年、CX・大映テレビ） - 主演・神島祈子
- オトコだろッ!（1988年、CX・AVEC） - 美佐
- 名奉行 遠山の金さん（ANB・東映）
  - 第2シリーズ 第5話「財テクの罠、狙われた美人画」（1989年） - 琴絵
  - 第3シリーズ 第18話SP「美女の陰謀!関八州あばれ旅」（1990年） - お千代
  - 第7シリーズ 第3話「白い花の恐怖 悪徳医師の陰謀」（1995年） - 奈緒
- ナショナル劇場（TBS / C.A.L）
  - 水戸黄門第19部 第1話～第9話（1989年9月25日 - 11月20日） - 千鶴
  - 大岡越前第11部 第1話～第5話、第7話、第9話～第14話、第16話、第18話～第26話（1990年） - おはな
- 刑事貴族（NTV） - 相沢より子 
  - 第23話「同級生」（1990年）
  - 第29話「泉刑事が消えた」（1991年）
  - 第31話「刑事たちの忙しい夜」（1991年）
  - 第35話「ある日、死がおまえを」（1991年）
- 時代劇スペシャル 銭形平次（1990年、CX） - おさと
- 暴れん坊将軍III 第115話「無念を晴らした南蛮大魔術!」（1990年、ANB・東映） - お若
- 大江戸捜査網 （TX・G･カンパニー）
  - 大江戸捜査網（1990年度版） 第10話（通算676話）「御用金強奪! 操を賭けた仇討ち」（1990年） - 志乃
- スクール・ウォーズ2（1990年 - 1991年、TBS・大映テレビ） - 清水麗子
- ダウンタウン探偵組'91（1991年、ABC）
- 列島縦断事件シリーズ「八月十二日の軍法会議」（1991年、TX）
- 火曜サスペンス劇場（NTV）
  - 「朝比奈周平ミステリー2 西海道殺人事件」（1991年） - 江口さおり
  - 「フルムーン旅情ミステリー5 やさしい嘘」（1991年）
- 外科医有森冴子II（1992年、NTV） - 看護婦 [5]
- 復讐の配当（1992年、YTV） - 英里子
- 大空港'92 第5話「消えた美人管制官! 結婚スキャンダルの謎」（1992年、ANB） - 秋山未来
- はぐれ刑事純情派（ANB・東映）
  - 第6シリーズ 第1話SP 「ハワイ女3人卒業旅行東京〜ホノルル、産婦人科女医の犯罪!?」（1993年） - 真行寺千里
- 金田一耕助の傑作推理・三つ首塔（1993年、TBS） - 座光寺音禰
- 愛しの刑事 第10話「花嫁の母は海外逃亡犯・6年目の帰国の謎!?」（1993年、ANB） - 小泉明子
- 金曜エンタテイメント 赤い霊柩車シリーズ第3作「消えた配偶者」（1994年、CX） - 山口喜美子（麻由子の妹・「琵琶湖グランドホテル」フロント)
- 12時間超ワイドドラマ 豊臣秀吉 天下を獲る!（1995年、TX） - あさ
- さすらい刑事旅情編VII 第22話「盗まれた書類! 女子大生の悲劇」（1995年、ANB・東映）
- 終らない夏（1995年、NTV） - 坂井伸子
- 真夏の薔薇（1996年、東海テレビ） -主演：川島 碧
- 踊る大捜査線 第9話「湾岸署大パニック 刑事青島危機一髪」（1997年、CX） - 武下純子
- はみだし刑事情熱系（ANB・東映）
  - 第5シリーズ 第2話「拳銃を撃たせた女！父、娘の留学に悩む」（2000年） - 矢沢順子
  - 第6シリーズ 第18話「少年と刑事、涙の絆　哀しき複合殺人の謎」（2002年） - 笠原恵子
- こちら第三社会部（2001年） - 江口朝美
- 土曜ワイド劇場（ANB）
  - 「家政婦は見た!8」（1990年） - 高村ユカ
  - 「夜間検証」（1997年） - 祖父江しのぶ
  - 花の京都・美人姉妹の推理 第2作（1998年） - 西条寺美佐子
  - 「お祭り弁護士・澤田吾朗」（2000年） - 冬木彩
  - 「ラーメン刑事「龍」の殺人推理」（2000年） - 木村早苗
  - 「おばはん刑事!流石姫子8」（2003年） - 松園亜由美
- 水曜ミステリー9（TX、BSジャパン）
  - 「坊さん弁護士・郷田夢栄2」（2004年） - 山下雅代
  - 「検察官キソガワ」（2005年） - 滝山敬子

### 映画
- 帝都物語（1988年、東宝） - 西村あずさ
- ハロー張りネズミ（1991年、大映）
- 橋のない川（1992年、東宝） - 杉本まちえ
- 超能力者　未知への旅人（1994年、東映） - 山村英子
- 極道の妻たち 赫い絆（1995年、東映） - 北条志のぶ
- なにわ忠臣蔵（1997年、松竹） - 広恵

### ビデオ
- 神様のい・う・と・お・り（明治生命オリジナルビデオ・1994年）
- 波現金問屋 とんぼりの竜（1995年）
- 縄師事件簿（1996年）
- 平成極道伝 阿修羅が斬る!（1997年）

### 舞台
- お月さまへようこそ[2]（1994年）

### CM
- 旭化成「ハマナカ手芸糸」（1988年）
- メロディアン「メロディアン・ミニ」（1988年）
- JCBカード
- 山崎製パン「クリスマスケーキ」
- 花王（1990年[2] - ）
  - 「ニベアクリーム」
  - 「毛先が球」
  - 「つぶ塩」
  - 「キーピング」
- 小林製薬
  - 「ベルディー」（1990年）

### ラジオ
- スーパーDJ ONLINE （1987年4月 - 1989年3月、エフエム東京　毎週土曜日22:00 - 22:55、黒田アーサーと共演）
- アドベンチャーロード（NHK-FM）
  - インベーダー・サマー（1987年6月22日 - 7月3日） - 東やよい 役
  - 妖精作戦（1989年2月13日 - 24日） - ノブ 役
- サウンド夢工房　私鉄沿線恋物語 （1991年1月21日 - 2月1日、NHK-FM）
- FMシアター （NHK-FM）
  - ア・ルース・ボーイ（1991年10月27日） - ミキ 役[6]
  - ナイト・コール（1992年4月25日）[7]
- 青春アドベンチャー　エンジェル（2000年5月15日 - 26日、NHK-FM） - 藤沢文緒 役[8]

## ディスコグラフィ

### シングル
- if（1988年2月2日）

1. if
2. モノクロームのヒロイン

- セクシーストリート（1988年8月3日）

1. セクシーストリート
2. 風の楽園

### アルバム
- 亜衣 love you（1988年8月21日）

1. 千億のやさしさ
2. セクシーストリート
3. 2秒のデジャヴー
4. モノクロームのヒロイン
5. ガラスのラヴァーズ・コンチェルト
6. 素敵なTEARS
7. if (Album Version)
8. ごめんね……
9. 神話のPALM TREE
10. 硝子のチューリップ

## 受賞
- 「プロゴルファー祈子」オーディション・グランプリ（1987年）